# 喀西帕南山
喀西帕南山，舊作喀西怕南山 ，位於臺灣花蓮縣卓溪鄉立山村，為台灣知名山峰，也是台灣百岳之一，排名第58。喀西帕南山高達3,264公尺，屬於中央山脈，行政區劃屬於花蓮縣。喀西帕南山附近接連馬西山。